# Langádhia
Langádhia (Lagkadia) är en ort i Grekland.   Den ligger i prefekturen Arkadien och regionen Peloponnesos, i den södra delen av landet, 150 km väster om huvudstaden Aten. Langádhia ligger 935 meter över havet och antalet invånare är 1 363.
Terrängen runt Langádhia är kuperad. Runt Langádhia är det glesbefolkat, med 8 invånare per kvadratkilometer. Langádhia är det största samhället i trakten. 